# Base Taishan
La Base Taishan (en en chino tradicional, 泰山站; en chino simplificado, 泰山站; pinyin, Tàishān Zhàn) es una estación de investigación científica de la República Popular China en la Antártida. Se ubica a 2621 m s. n. m. en la Tierra de la Princesa Isabel de la Antártida Oriental, a 522 km de la Base Zhongshan y a 600 km de la Base Kunlun. 
Fue inaugurada por la 30° Expedición Nacional de Investigación Antártica China (CHINARE-30) el 8 de febrero de 2014, comenzando su construcción el 26 de diciembre de 2013. Funciona durante el verano austral bajo administración del Instituto de Investigación Polar de China. Una de su funciones es la de ser un punto entre las dos bases citadas para facilitar su enlace.
El principal edificio de la base cubre un área de 410 m², junto con el edificio auxiliar cubre 590 m². Provee de áreas de vivienda e investigación para 20 personas durante el verano austral.
El programa de investigaciones de la base es en los campos: geología, glaciares, geomagnetismo y ciencias atmosféricas.